# هسبراک هایتس (نیوجرسی)
هسبراک هایتس (به انگلیسی: Hasbrouck Heights) شهری در ایالت نیوجرسی کشور ایالات متحده آمریکا است که جمعیت آن در سرشماری سال ۲۰۱۰ میلادی، ۱۱٬۸۴۲ نفر بوده‌است.